# Edita Maria Simon
Edita Maria Simon (n. 29 august 1937, Cluj, județul Cluj, Regatul României – d. 8 februarie 2021, Cluj-Napoca, România) a fost conferențiar universitar și solistă română.

## Biografie
Edita Maria Simon (născută Slakovits) s-a născut în data de 29 august 1937, la Cluj, județul Cluj, Regatul României. Și-a urmat studiile la Conservatorul „Gheorghe Dima” din Cluj, secția lied-oratoriu, unde a studiat cu maestrul Albert D'André, Ileana Adorjan și Stella Simonetti.

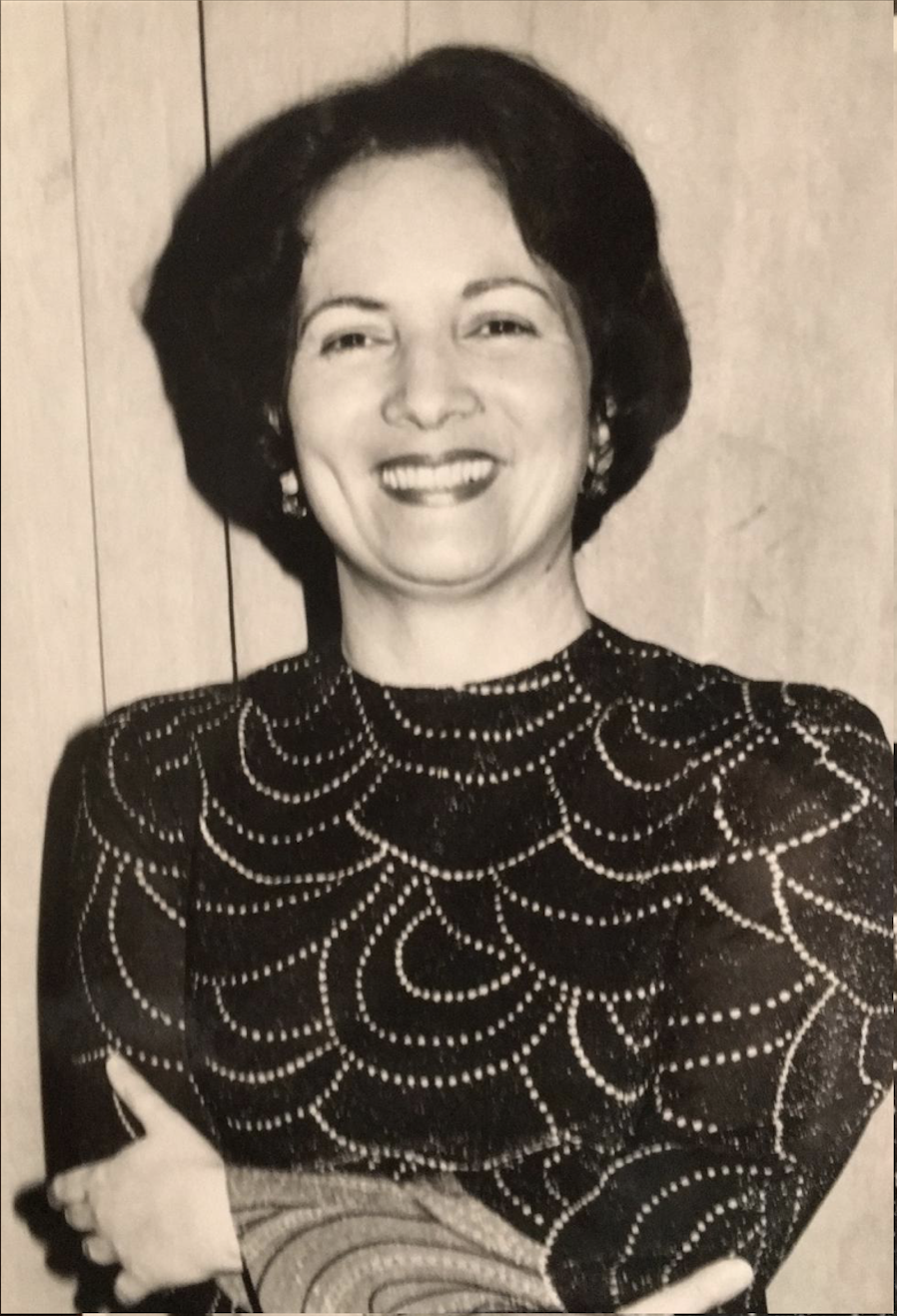
Edita Maria Simon, în concert

După absolvirea Conservatorului „Gheorghe Dima” din Cluj, Edita Simon a fost imediat angajată ca preparator la clasa de canto principal Conservatorul „Gheorghe Dima” din Cluj , unde de-a lungul anilor a fost promovata pâna la conferențiar universitar, post pe care l-a deținut de-a lungul întregii cariere. În 1968, Edita Simon obține Mențiune la concursul internațional Robert Schumann , care a avut loc la Zwickau.
Edita a continuat activitatea pedagogică la Universitatea din Oradea, Departamentul Muzică  timp de 4 ani, între anii 1996-2000.
De-a lungul carierei sale îndelungate ca interpret muzical, a avut 381 de concerte și recitaluri. A susținut recitaluri de arii preclasice, baroc, numeroase lieduri, cicluri integrale (romantic, impresionist, modern, contemporan, autohton), și multe lucrări în prima audiție.
În anul 1961, s-a căsătorit cu dirijorul Emil Simon, cu care a avut două fiice.

## Repertoriu și colaborări
Edita Maria Simon a avut un repertoriu extins și variat, care a cuprins lucrări ale compozitorilor Verdi, J.S. Bach, Händel, Vivaldi, Monteverdi, Telemann, Mozart, Haydn, Beethoven, Schubert, Schumann, Brahms, H. Wolf, Richard Strauss, Mahler, De Falla, Respighi, Debussy, Prokofiev, Ravel, Stravinski, Mericanto, Alban Berg, precum si numeroase lieduri aparținând creației autohtone, majoritatea cărora în prima audiție - Sigismund Toduță, Vasile Herman, Cornel Țăranu, Terényi Ede, D. Acker, G. Jodal, Gheorghe Dima, Teodor Ciortea, Anatol Vieru. A colaborat cu mari șefi de orchestră, precum: Mircea Cristescu, Mircea Basarab, Ludovic Bacs, Cristian Mandeal, Emil Simon, L. Szalman, Miron Rațiu, Iosif Conta, Ovidiu Bălan, Ervin Aczel, Remus Georgescu, P. Oschanitzki, Cornel Țăranu (Ars Nova), Maurice Handford, Miki Inue, A. Sunshine, János Ferencsik, Emanuel Elenescu, Heinz Rogner, Pierre Cao, Aldo Ceccato, Leopold Hager, Elliott Gardiner, H. Knote, R. Hulighan, Paul Popescu, și alții.
Simon a susținut concerte în Ungaria, Germania, Polonia, Cehoslovacia, Franța, Italia, iar în România a fost invitată la aproape toate filarmonicile, cu unele având numeroase colaborări. De asemenea, a făcut înregistrări la Radio București, Berlin, Dresda, Ljubljana, Budapesta, precum și la Electrecord.
De-a lungul anilor a făcut parte din cvartete vocal-simfonice, împreună cu care au susținut numeroase concerte interpretând "Recviem-ul de Giuseppe Verdi, Simfonia a IX-a de Beethoven, și altele. În 1984, Edita Maria Simon a interpretat rolul "Mira" în Meșterul Manole - operă-oratoriu în trei acte, compusa de maestrul Sigismund Toduță, în prima audiție absolută la Filarmonica de Stat Transilvania din Cluj, sub bagheta dirijorului și soțului său, maestrul Emil Simon.

## Pedagogie
În rolul său de conferențiar universitar al claselor de canto al Conservatorului „Gheorghe Dima” din Cluj, a participat la formarea numeroaselor generații de muzicieni români printre care amintim: Ana Rusu, Carmen Negulescu, Andrássy Gábor, Ioan Micu, Corina Circa, Lucia Cicoara, Maria Georgescu și Taisia Tordai

## Distincții și titluri onorifice
"Medalia Aniversarii Culturale Clujene" acordata de Conservatorului „Gheorghe Dima” din Cluj cu prilejul aniversării a 75 de ani de la înființare, si înaltul titlu de Profesor Emerit, pentru valoroasa contribuție la creșterea prestigiului artei muzicale românești.